# Úgaine Mor
Úgaine Mor, conosciuto anche come Hugony il Grande (fl. VII secolo a.C.), è stato un leggendario re supremo d'Irlanda del VII secolo a.C.
Era figlio di  Eochu Buadach, a sua volta figlio di Dui Ladrach, e figliastro di Cimbáeth e Macha Mong Ruad. Estese il suo dominio sulla Scozia e sull'isola di Man, fino anche all'Europa. Sposò la figlia del sovrano della Gallia, che gli diede 25 figli. Per questo motivo divise l'Irlanda in 25 contee, affidandone una a ciascun figlio.
Il regno di Úgaine Mór durò trenta o quaranta anni, finché non fu ucciso da suo fratello Badbchaid. Secondo il Lebor Gabála Érenn, gli successe direttamente il figlio Lóegaire Lorc, sebbene gli Annali dei Quattro Maestri e il Foras Feasa ar Éirinn di Geoffrey Keating affermino che Bodbchad fu re per un giorno e mezzo fino a quando Lóegaire lo uccise. Cobthach Cóel Breg succedette a suo fratello Loegaire Lorc.
Il Lebor Gabála Érenn sincronizza il regno di Úgaine Mór con quello di Tolomeo II Filadelfo (281–246 a.C.). Roderick O’Flaherty in Ogygia (1685) fa iniziare il suo regno "l'anno in cui Alessandro conquistò Dario" e lo calcola in trenta anni (331-301 a.C.). La cronologia di Foras Feasa ar Éirinn di Keating fa risalire il suo regno al 441–411 a.C. e gli Annali dei Quattro Maestri al 634–594 a.C.